# Convento di San Francesco (Fivizzano)
Il convento di San Francesco a Fivizzano è un ex convento francescano, attuale sede dell'ospedale Sant'Antonio Abate.

## Storia

### Fondazione
È stato l'ultimo marchese Malaspina, Spinetta II che nel 1438 fece venire a Fivizzano nella propria casa di campagna, con annesso oratorio dedicato a san Pellegrino, i frati zoccolanti. Cresciuti di numero per ammissione di altri confratelli provenienti da una terra in quel di Prato, essi intrapresero la costruzione di una chiesa con relativo convento su quell'amena collina alberata in vista del paese e che porta in Emilia. La chiesa fu ultimata nell'anno 1517 con le offerte dei privati ed il concorso del comune. Le principali famiglie nobili si riservarono poi apposite sepolture negli ambulacri del convento e nella chiesa stessa. In un inventario redatto nel 1808 si evince che per l'altare della Assunzione di Maria vi era sopra un giuspatronato delle famiglie Gargiolli, Magnani, Battini. L'altare della Pietà era di giuspatronato del sig. Giulio Rossi. L'altare dell'Epifania con arredi e mobili era della famiglia Benedetti e l'altare della Santissima Annunziata apparteneva a Felice Adami abitante alla Pescigola. 
Rispettato nella prima ventata abolizionista del 1808, due anni dopo il cenobio venne compreso tra quelli destinati alla soppressione generale, ordinata da Napoleone, nell'ambito del Dipartimento di Genova e Alpi Marittime. Pertanto i religiosi, che fino ad allora vi avevano svolto proficuamente la loro missione, dovettero abbandonare la propria dimora, la quale, con la chiesa, fu ridotta a vari usi (anche doganali).
Un documento nella busta n. 327 dell'Archivio di Stato di Massa datato 9 aprile 1812 riporta le assegnazioni dei beni del soppresso convento che confluirono in chiese del comune:
La prepositura di Fivizzano ebbe l'altare in marmo, Cerignano ebbe l'altare maggiore con lo stemma malaspiniano dello spino fiorito, Posara ebbe un confessionale in macigno dorato con lo stemma dei Cavalcani, Spicciano ebbe una campana che spezzatasi, fu ritirata nel 1892 per conservarla nel Museo di San Marco in Firenze. Ad Arlia un quadro di Sant'Antonio, A Ceserano il quadro dell'Annunziata, a Pognana un quadro di San Giuseppe, ad Agnino un quadro di S. Francesco, a Magliano un quadro di S. Giacomo, a Debicò il quadro di S. Margherita da Cortona, a Codiponte il quadro di Gesù Morto, a Moncigoli il quadro di S. Martino, a Soliera un quadro di S. Francesco, a Monte dei Bianchi un quadro di Santa Elisabetta, a Casola in Lunigiana il quadro di San Pietro, a Mommio il quadro dell'Ascensione, a Gassano un altare in pietra, a Offiano un altare in marmo, a Colla una statua di S. Francesco in marmo, a Comano un quadro di S. Rocco, a Collegnago La vergine, San Francesco e Santa Chiara statue in gesso, a Fivizzano ancora un altare in legno.

### Restaurazione
Nel 1815, alla restaurazione, i Francescani rioccuparono il convento e vi rimasero fino al 1866 quando avvenne lo sfratto voluto dal Nuovo Regno Italico che ebbe esecuzione l'ultimo giorno del mese di dicembre.
Ad accrescere l'amarezza dei frati contribuì anche l'ostilità settaria nei loro confronti, specialmente da parte della classe dirigente (in odore di Massoneria, nella città vi erano due cellule). Uno scrittore ottocentesco registra quali sentimenti nutrissero verso i minori francescani gli amministratori della cosa pubblica. Costoro, poco dopo l'allontanamento di quelli, si recarono in convento. Fattasi preparare una lauta cena, la consumarono nel refettorio. Chi occupò il posto di guardiano, chi quello del vicario, e così via con un certo ordine gerarchico, parodiando e mettendo in ridicolo regole e costumanze monastiche.
Ma i frati caparbi tornarono nella loro sede ancora due volte: la prima, si fermarono dal 1869 al 1884; la seconda, per breve tempo, quando, riaffacciatosi il colera nel 1884 furono pregati di assistere i degenti del lazzaretto, come avevano già fatto nel 1835. L'espulsione definitiva avvenne nel giugno 1892 quando il convento e la chiesa passarono, per gratuita concessione, in proprietà del Comune. Forse fu in quella occasione che i frati, per tradizione orale, lanciarono il famoso anatema su Fivizzano a cui si fa riferimento per spiegare il successivo degrado economico del capoluogo.
Scacciati, i frati trovano ospitalità in una casa di una pia famiglia di Caugliano: i Signanini. Ma il padre superiore della comunità era assillato dal pensiero di trovare un sito adatto alla costruzione di un convento, poiché era sua ferma intenzione di non abbandonare la Lunigiana. Riuscì infine a trovarlo nell'area immediata al santuario della Madonna dei Colli, che sorgeva solitaria alla sommità di un'altura in quel di Soliera Apuana, poco più a sud di Fivizzano.

### L'ospedale
Ritornando al convento e alla sua chiesa esso divenne, dal 1892, sede dell'ancora attuale sede ospedaliera. L'antica chiesa, la cui facciata era dove è ora l'ingresso cancellato ai giardini dell'ospedale, fu distrutta interamente dal terremoto del 1920. Le tombe che erano nel chiostro, fra cui anche quella dei Fantoni, sono state rimosse e le ossa tutte accatastate nella fossa unica accanto alla graziosa chiesina, costruita di nuovo dopo il terremoto in stile neogotico, che reca nell'ala esterna lapidi e scudi gentilizi: quel poco che è rimasto della sua antica gloria.
Parte della biblioteca, il fondo antico del convento di San Francesco, andò a far parte della biblioteca del seminario vescovile di Pontremoli ma 205 libri presero la via di Sarzana. I restanti libri confluirono nel convento di Soliera Apuana, la cui ricca raccolta di circa 12000 volumi fra cui 4 incunaboli e 200 cinquecentine sono ritornati, alla chiusura di questo convento avvenuta nell'ottobre del 2000, nella casa madre di Firenze ed una parte sono stati portati nella locale biblioteca Emanuele Gerini.